# Dorysthetus taeniatus
Dorysthetus taeniatus är en skalbaggsart som beskrevs av Perty 1830. Dorysthetus taeniatus ingår i släktet Dorysthetus och familjen Rutelidae. Inga underarter finns listade i Catalogue of Life.